# 九澳油庫

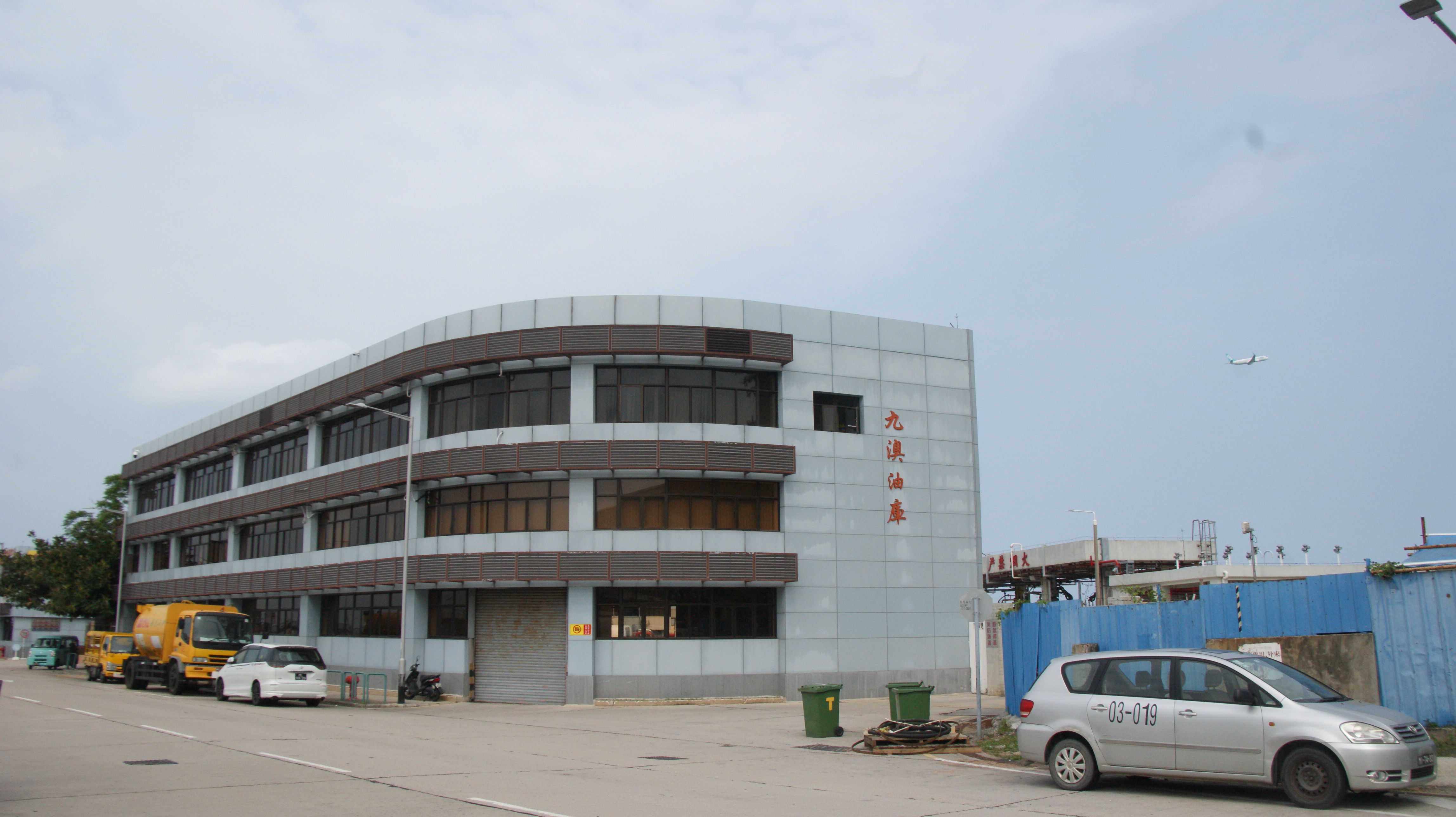
九澳油庫

九澳油庫（葡萄牙語：Terminal de Combustíveis do Porto de Ká-Hó），是澳門唯一的綜合性油品儲運、符合國際標準及澳門相關法規的公用油庫，為澳門石油行業經營者提供油氣倉儲及配套服務，是全澳油品及石油氣的儲存、中轉基地。油庫交由澳門油庫管理有限公司管理，負責主營油氣產品的倉儲業務。

## 歷史
油庫於1995年6月開始營業。可容納輸入澳門的多種燃料產品，能同時裝卸兩艘燃料運載船舶。油庫共有14個貯存罐，總容積為86,000立方米。油庫內仍可提供油氣產品船隻裝卸、油氣槽車裝車、液化石油氣鋼瓶充裝、通過跨海管線輸送航煤至機場，以及添加劑自動加注、危險品車輛停放等服務。
每年澳門消防局聯同澳門油庫管理有限公司在油庫內舉行火警疏散演習，為加強九澳油庫在發生事故時的應變處理及溝通協調能力，以提高事故發生時的救援效率。

## 設施

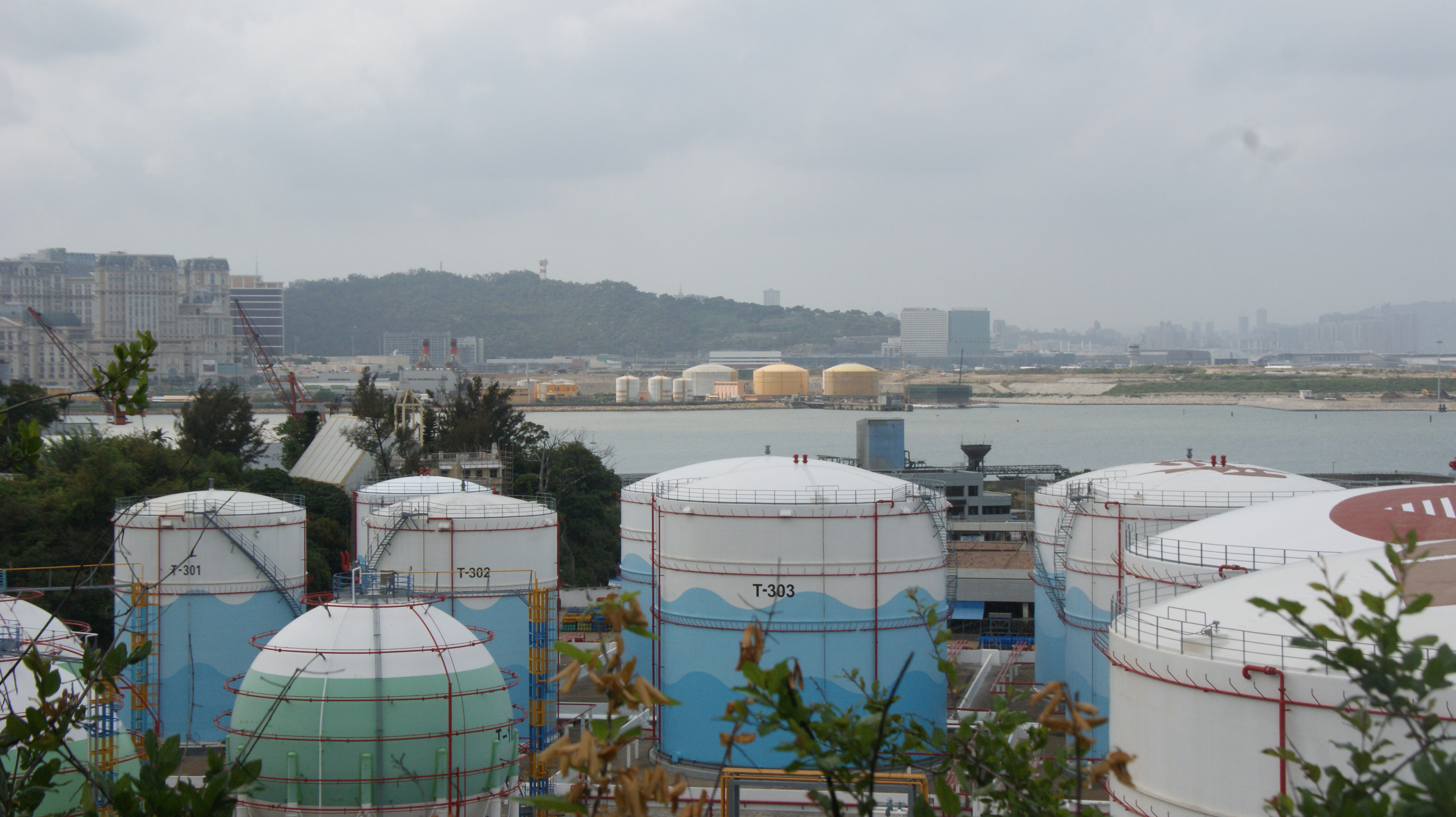
油罐設施

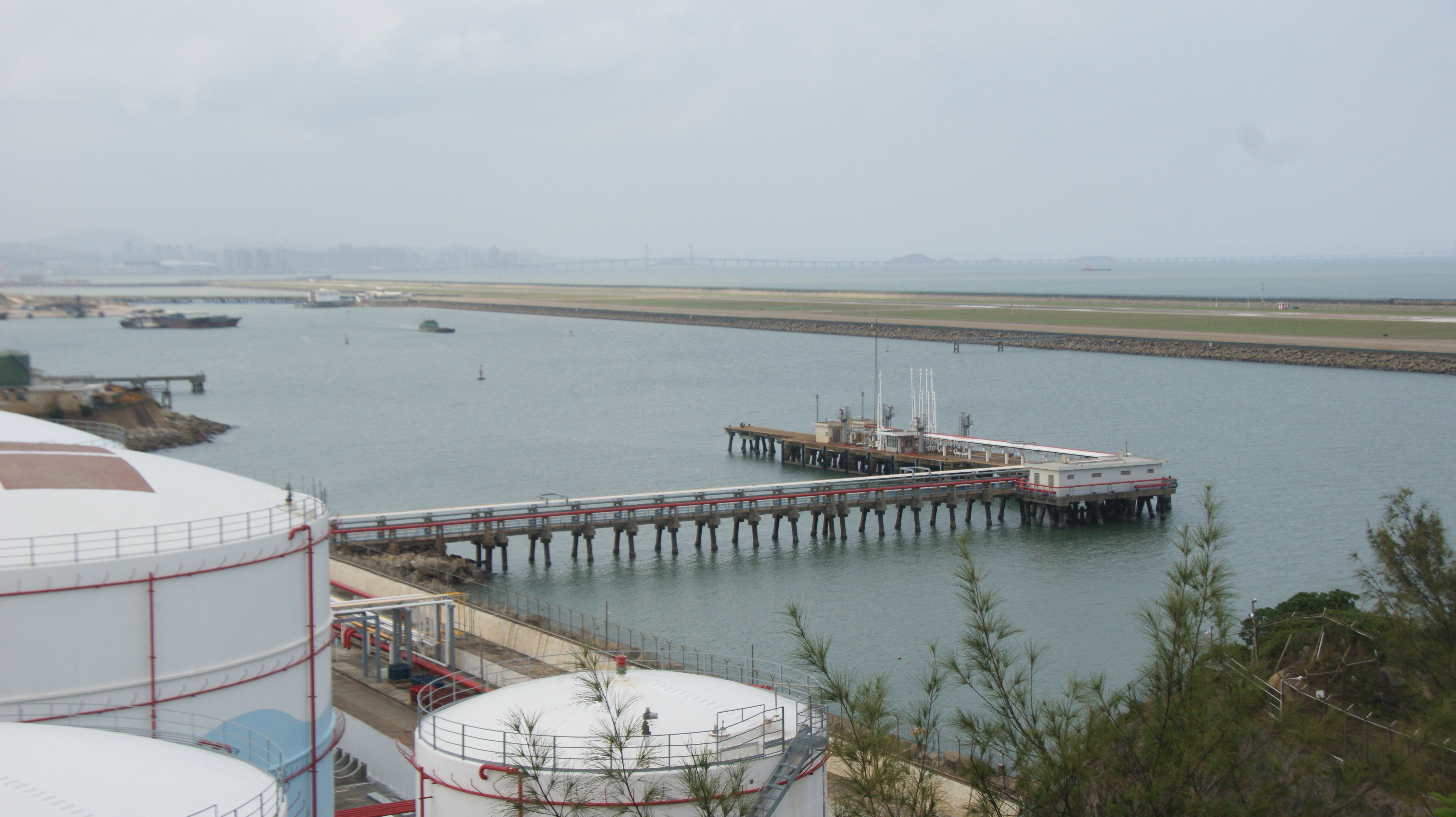
油庫碼頭

油庫總投資3億元，位於九澳港貨櫃碼頭一側，佔地面積7．6萬平方米。共有14個油罐、3個球罐，還有浮頂罐和拱頂罐。油罐中體積最大的達1．5萬立方米，最小的也有2000立方米。共可儲存4萬噸成品油，供應全澳一個半月至兩個月的用油。
油庫碼頭有兩個泊位，可停泊2500噸左右的油船，設有各種輸油管道和輸油臂。

## 行經交通
公共巴士：21A